# Il ragazzo della porta accanto (film 2015)
Il ragazzo della porta accanto (The Boy Next Door) è un film del 2015 diretto da Rob Cohen, con Jennifer Lopez, Ryan Guzman, Ian Nelson e John Corbett.

## Trama
L'insegnante di letteratura Claire Peterson si è separata dal marito Garrett (che la tradiva con una segretaria), ma non divorzia da lui, e si ritrova a dover gestire il figlio adolescente Kevin, timido e vittima di bullismo. Claire affronta la propria solitudine, il lavoro e le difficoltà del figlio anche grazie all'aiuto di Vicky, la sua migliore amica nonché vicepreside del liceo in cui lavora.
Il diciannovenne Noah Sandborn, un orfano i cui genitori sono morti un anno prima, si trasferisce nella villa accanto a quella di Claire per assistere il suo prozio, reduce di guerra in attesa del trapianto del midollo osseo. A differenza degli altri uomini che Claire prova a frequentare, Noah è interessato alla letteratura (citando spesso l'Iliade e l'Odissea, entrambi poemi di Omero), si dimostra dolce con lei e fa amicizia con Kevin, che gradualmente lotta contro la propria timidezza.
Mentre Garrett e Kevin sono via per una battuta di pesca, Claire ha un doppio appuntamento con Vicky, il suo fidanzato e il suo amico maleducato. Una sera Noah invita Claire a casa sua per una cena. Noah flirta con Claire, in un momento di debolezza per la sua situazione, e alla fine i due fanno sesso sul divano. La mattina dopo, la donna si sveglia e si rammarica della loro notte insieme, facendolo arrabbiare.
La passione di Noah verso Claire diventa un desiderio ossessivo e morboso, arrivando a perseguitarla, iscrivendosi nella stessa classe della donna come studente e a frequentare sempre più suo figlio riuscendo addirittura ad entrare nel computer di Claire per controllarla. Inoltre Noah picchia uno dei persecutori di Kevin. Vicky espelle Noah dall'istituto per via del pestaggio e per averla insultata in modo aggressivo. Kevin va ad un appuntamento con una compagna di classe al ballo scolastico, dove Claire indaga su una perdita nel bagno dei ragazzi, dove Noah ha scritto sul muro di averlo fatto con lei. Noah appare e tenta di violentare Claire, che lo respinge e gli chiede di allontanarsi da lei e Kevin. Con la convinzione delirante che Claire voglia stare con lui, questi non si arrende. Più tardi, quella notte, Claire vede Noah fare sesso con la compagna di classe di Kevin. Il giorno dopo, Noah lascia una stampante accesa nella classe di Claire, con numerose foto di loro che dormono insieme sparse ovunque. Claire, fortunatamente, si sbarazza di tutte le foto prima dell'ingresso degli studenti.
Quella sera, Noah la ricatta con un video di loro che hanno fatto sesso, ripreso con una webcam nascosta nell'orologio del salotto, dicendo che non si arrenderà. Allontanatasi da lui, chiede aiuto a Vicky e la mette al corrente della situazione, che potrebbe rovinare il suo lavoro, la sua reputazione e la sua famiglia. Nel frattempo Noah rivela a Kevin la tresca clandestina di suo padre, cosa che porterà Kevin, in preda alla collera, a rifiutare la compagnia della madre e rischiare di fare un incidente d'auto con il padre.
Il giorno seguente, Noah segue nuovamente l'auto di Claire, per poi scoprire che si è scambiata con Vicky; infatti Claire è entrata nella casa di Noah per cancellare il video. Seguendo il cavo di un modem, riesce a trovare il suo PC, nascosto in una stanza sotterranea. Inorridita, trova foto di sé stessa nuda su tutte le pareti e sul suo laptop; trova anche istruzioni su come manomettere i freni delle auto dei genitori di Noah e Garrett. l'impianto frenante dell'auto dei suoi genitori e di quella di Garrett. Dopo aver cancellato il video, Noah lega e imbavaglia Vicky e usa una registrazione della sua voce per attirare Claire a casa sua. Quando Claire si presenta e scopre Vicky crudelmente sgozzata, tenta di fuggire in auto e chiamare aiuto, ma Noah glielo impedisce e la rapisce.
Quando lei lo accusa di aver ucciso i suoi genitori, lui chiarisce che sua madre si è uccisa dopo che suo padre l'ha tradita, e lui si è vendicato tagliando i freni dell'auto di suo padre, uccidendo lui e la sua amante. Noah porta Claire alla stalla dove ha legato Garrett e Kevin, delineando la sua idea che ucciderli aiuterà sia lui che Claire a iniziare una nuova vita insieme, e quindi si prepara ad incendiare la stalla. Nella lotta che ne segue, Claire accoltella Noah in un occhio con l'EpiPen di Kevin. Infuriato, Noah tenta di uccidere tutti e tre, ma Claire alla fine tira una leva che fa cadere un motore su Noah, uccidendolo. Alla fine i tre escono vivi dal fienile e vengono portati via da un furgone dell'ambulanza, accorsa sul posto.

## Produzione
La produzione del film viene affidata alla Universal Pictures.

### Ideazione e scrittura
La sceneggiatrice Barbara Curry, che è stata avvocato penalista per dieci anni, ha rivelato di aver creato l'idea originale della sceneggiatura dopo essere passata davanti a una casa che ha descritto come la sua "casa dei sogni". Un "cattivo ragazzo" con cui suo figlio andava a scuola risiedeva nella casa dall'altra parte della strada, il che le diede un'idea "davvero interessante" su un ragazzo del vicinato che crea conflitti e "guida un cuneo tra una famiglia". Questo le è servito da ispirazione per la sceneggiatura.
Curry ha affermato che "le prime bozze [del film] si sono concentrate su un ragazzo di 12 anni e sul processo di una madre nel tentativo di far uscire suo figlio dalle grinfie di questo ragazzo, e gradualmente, è diventato qualcos'altro". Nella sceneggiatura originale, Claire era "felicemente sposata", ma Curry ha scelto di separarla a causa dell'infedeltà del marito, in modo che potesse essere un "personaggio più comprensibile". La Curry è stata influenzata dalla storia della vita reale di Mary Kay Letourneau, un'insegnante che è stata coinvolta con il suo studente minorenne, portandola ad essere condannata per accuse di stupro. Il regista Rob Cohen ha rivelato che nel progetto di Curry, il personaggio di Noah era più giovane, ma ha preso la decisione consapevole di farlo invecchiare a 19 anni, perché si sentiva come se "non fosse sano" e che il pubblico avrebbe perso la simpatia per il protagonista. Spiegando il suo personaggio, Lopez ha dichiarato che Claire si sentiva "inutile" dopo che suo marito l'aveva tradita, e "La gente può capirlo. Possono capire di aver commesso un errore in un momento come quello."
La trama è stata paragonata ai film thriller Basic Instinct (1992) e Swimfan (2002), mentre è stata soprannominata "l'Attrazione fatale del 2015". Il genere del thriller erotico, precedentemente dominante, era scomparso dai film di Hollywood sin dagli anni '90. Il regista Rob Cohen ha dichiarato che con il film voleva "reinventare il genere in un modo divertente" che riflettesse "il 2015, non il 1990".

### Cast
Il ruolo della protagonista, Claire Peterson, viene affidato alla star Jennifer Lopez, mentre quello del personaggio principale maschile, Noah Sandborn, a Ryan Guzman. L'attrice, che ha scelto Guzman, ha affermato che "Noi [latinoamericani] non dobbiamo avere una mentalità chiusa, dove due latini devono parlare spagnolo o devono avere qualche riferimento latino nel film ... Questo è ciò che amo di questo film. Noi stiamo abbattendo muri e stereotipi."

### Riprese
Discutendo il suo budget bassissimo, Lopez ha dichiarato: "Sai una cosa, abbiamo messo tutti e quattro milioni di dollari davanti alla telecamera! Abbiamo condiviso un trailer, non avevamo servizi di artigianato, non era quel tipo di set cinematografico di lusso, diciamo diciamo." Ha anche scoperto che il budget limitato e il periodo di riprese erano "super intensi", dicendo: "Non avevo mai fatto un film del genere nella mia carriera. Quella era la prima volta che l'abbiamo fatto, ma è stato molto liberatorio come artista perché mi ha fatto capire che posso fare qualunque film voglio in questo modo." Durante le riprese di scene di sesso, Guzman ha detto che "quello era il momento nel film in cui ero più a disagio. Abbiamo dovuto coreografare ogni cosa... è stata la scena poco più sexy, ma davvero sexy se la vedrai sullo schermo." Le riprese si sono svolte durante l'autunno 2013 a Los Angeles. Nel dicembre 2013, il film ha ricevuto il permesso di girare a Placerita Canyon, Newhall. Alcune delle scene rimanenti sono state girate anche nell'aprile 2014.

## Promozione
Il primo teaser trailer viene diffuso dal canale YouTube all'inizio del 2015.

## Distribuzione
Il film esce nelle sale cinematografiche a partire da giovedì 23 luglio 2015 dalla Universal Pictures.

## Accoglienza

### Incassi
Distribuito in 2.602 sale nordamericane, Il ragazzo della porta accanto ha incassato $ 14,910,105 al suo primo fine settimana, ben oltre il suo budget ($ 4,000,000).
Alla fine il film ha incassato $ 35,423,380 in patria, più altri $ 17,002,475 a livello internazionale, per un totale di $ 52,425,855. Fu un fiasco in Italia, con soli € 664,421.

### Critica
Il film ha ricevuto recensioni generalmente negative dalla critica cinematografica. Su Rotten Tomatoes, il film detiene una valutazione dell'11%, basata su 133 recensioni, con una valutazione media di 3,3/10. Il consenso del sito recita "Il ragazzo della porta accanto potrebbe ottenere alcuni ululati dai fan dei thriller stalker, ma per la maggior parte degli spettatori non raggiungerà nemmeno il livello "così brutto da essere un traguardo nella categoria". Su Metacritic, il film ha un punteggio di 30 su 100, basato su 33 critici, che indica "recensioni generalmente sfavorevoli". Secondo CinemaScore, il pubblico ha attribuito al film come voto "B−" su una scala da A+ a F.
Nonostante le recensioni negative sul film, Jennifer Lopez ha ricevuto elogi per la sua performance. Richard Lawson del Vanity Fair ha scritto: "Dato il materiale, la Lopez è davvero brava nel film, prendendolo abbastanza sul serio da non essere un campo accecante, ma anche consapevole del fatto che non sta facendo Shakespeare. È una gioia guardarla dall'inizio alla fine." Claudia Puig di USA Today ha dichiarato che il film è stato un miglioramento rispetto alle precedenti commedie romantiche, definendo la Lopez "credibilmente potente nei momenti di conflitto fisico". Anche se ha definito il film "goffo e ridicolo", Daniel D'Addario di Time ha scritto che è "un film raro sulle donne" e che il film sembra "perversamente rinfrescante" per la sua attenzione sulle questioni femminili."

## Riconoscimenti
- 2015 - Golden Trailer Awards
  - Candidatura Miglior poster di un film thriller
- 2015 - Razzie Award
  - Candidatura Peggior attrice protagonista a Jennifer Lopez
- 2016 - Dorian Award
  - Candidatura Film "campy" dell'anno
- 2016 - Houston Film Critics Society Award
  - Candidatura Peggior film
- 2016 - People's Choice Awards
  - Candidatura Film thriller preferito
- 2015 - MTV Movie Awards
  - Performance più terrorizzante a Jennifer Lopez
- 2015[19] - Premio Juventud
  - Attrice preferita a Jennifer Lopez
  - Film preferito a Jennifer Lopez e Jason Blum